# 神奈川県高等学校の廃校一覧
神奈川県高等学校の廃校一覧（かながわけんこうとうがっこうのはいこういちらん）とは、神奈川県内の廃校になった高等学校の一覧。対象となるのは、学制改革（1948年）以降に廃校となった高等学校、および分校である。学校名は廃校当時のもの。廃校時に高等学校が所在していた自治体がその後合併により消滅している場合は、現行の自治体に含める。また現在休校中の県内の高等学校（分校）も、その多くは実質上廃校となっているため参考として記載する。

## 公立高等学校

### 横浜市

#### 県立
- 神奈川県立汲沢高等学校（2003年豊田高と統合し神奈川県立横浜桜陽高等学校へ）[1]
- 神奈川県立豊田高等学校（2003年汲沢高と統合し横浜桜陽高へ）[1]
- 神奈川県立横浜日野高等学校（2003年野庭高と統合し神奈川県立横浜南陵高等学校へ）[2]
- 神奈川県立野庭高等学校（2003年横浜日野高と統合し横浜南陵高へ）[2]
- 神奈川県立平安高等学校（2004年寛政高と統合し神奈川県立鶴見総合高等学校へ）[3]
- 神奈川県立寛政高等学校（2004年平安高と統合し鶴見総合高へ）[3]
- 神奈川県立中沢高等学校（2004年都岡高と統合し神奈川県立横浜旭陵高等学校へ）[4]
- 神奈川県立都岡高等学校（2004年中沢高と統合し横浜旭陵高へ）[4]
- 神奈川県立清水ヶ丘高等学校（2004年大岡高と統合し神奈川県立横浜清陵総合高等学校へ）[5]
- 神奈川県立大岡高等学校（2004年清水ヶ丘高と統合し横浜清陵総合高へ）[5]
- 神奈川県立富岡高等学校（2004年東金沢高と統合し神奈川県立金沢総合高等学校へ）[6]
- 神奈川県立東金沢高等学校（2004年富岡高と統合し金沢総合高へ）[6]
- 神奈川県立岡津高等学校（2008年和泉高と統合し横浜緑園総合高へ）[7]
- 神奈川県立和泉高等学校（2008年岡津高と統合し横浜緑園総合高へ）[7]
- 神奈川県立六ツ川高等学校（2008年外語短大付属高と統合し神奈川県立横浜国際高等学校へ）[8]
- 神奈川県立外語短期大学付属高等学校（2008年六ツ川高と統合し横浜国際高へ）[8]
- 神奈川県立港南台高等学校（2009年上郷高と統合し神奈川県立横浜栄高等学校へ）[9]
- 神奈川県立上郷高等学校（2009年港南台高と統合し横浜栄高へ）[9]
- 神奈川県立横浜緑園総合高等学校（2017年神奈川県立横浜緑園高等学校へ改編）[10][注釈 1]
- 神奈川県立氷取沢高等学校（2020年磯子高と統合し神奈川県立横浜氷取沢高等学校へ）[13]
- 神奈川県立磯子高等学校（2020年氷取沢高と統合し横浜氷取沢高へ）[13]
- 神奈川県立瀬谷高等学校（2023年瀬谷西高と統合し神奈川県立横浜瀬谷高等学校へ）[14]
- 神奈川県立瀬谷西高等学校（2023年瀬谷高と統合し横浜瀬谷高へ）

#### 市立
- 横浜市立鶴見工業高等学校潮田分校（1956年）[15]
- 横浜市立鶴見工業高等学校大綱分校（1956年）[15]
- 横浜市立港商業高等学校（2002年横浜市立みなと総合高等学校へ改編[16]。2004年閉校[17]）
- 横浜市立港高等学校（2002年横浜工業高・横浜市立横浜商業高等学校の定時制を統合し横浜市立横浜総合高等学校へ[18]。2005年閉校）
- 横浜市立横浜工業高等学校（2002年港高・横浜商業高の定時制を統合し横浜総合高へ[18]。2005年閉校）
- 横浜市立鶴見工業高等学校（2011年）[19]

### 川崎市
- 神奈川県立川崎技術高等学校（1976年川崎工業高へ統合）[20]
- 神奈川県立川崎南高等学校（2004年神奈川県立川崎高等学校へ統合）[21]
- 神奈川県立柿生高等学校（2004年柿生西高と統合し神奈川県立麻生総合高等学校へ）[22]
- 神奈川県立柿生西高等学校（2004年柿生高と統合し麻生総合高へ）[22]
- 神奈川県立川崎工業高等学校（2010年神奈川県立川崎工科高等学校へ改編）[20]

### 相模原市
- 神奈川県立津久井高等学校藤野分校（1960年）[23]
- 神奈川県立津久井高等学校与瀬分校（1964年）[23]
- 神奈川県立津久井高等学校青根分校（1968年）[23]
- 神奈川県立大沢高等学校（2003年神奈川県立相模原総合高等学校へ改編）[7]
- 神奈川県立相模台工業高等学校（2005年相模原工業技術高と統合し神奈川県立神奈川総合産業高等学校へ）[7]
- 神奈川県立相模原工業技術高等学校（2005年相模台工業高と統合し神奈川総合産業高へ）[7]
- 神奈川県立弥栄東高等学校（2008年弥栄西高と統合し弥栄高へ）[24]
- 神奈川県立弥栄西高等学校（2008年弥栄東高と統合し弥栄高へ）[24]
- 神奈川県立相武台高等学校（2010年新磯高と統合し相模原青陵高へ）[25]
- 神奈川県立新磯高等学校（2010年相武台高と統合し相模原青陵高へ）[25]
- 神奈川県立弥栄高等学校（2020年相模原青陵高と統合し神奈川県立相模原弥栄高等学校へ）[24]
- 神奈川県立相模原青陵高等学校（2020年弥栄高と統合し相模原弥栄高へ）[24]
- 神奈川県立相模大野高等学校（2009年開校の神奈川県立相模原中等教育学校へ移行、2014年閉校）[26]
- 神奈川県立相模原総合高等学校（2023年城山高と統合し神奈川県立相模原城山高等学校へ）[27]
- 神奈川県立城山高等学校（2023年相模原総合高と統合し相模原城山高へ）[27]

### 横須賀市

#### 県立
- 神奈川県立久里浜高等学校（2008年岩戸高と統合し横須賀明光高へ）[7]
- 神奈川県立岩戸高等学校（2008年久里浜高と統合し横須賀明光高へ）[7]跡地に神奈川県立岩戸養護学校（現・神奈川県立岩戸支援学校）新設
- 神奈川県立三崎水産高等学校（2008年神奈川県立海洋科学高等学校へ改編）[28]
- 神奈川県立大楠高等学校（2020年横須賀明光高と統合し神奈川県立横須賀南高等学校へ）[29]
- 神奈川県立横須賀明光高等学校（2020年大楠高と統合し横須賀南高へ）[29]

#### 市立
- 横須賀市立第一高等学校（1972年第二高と統合し横須賀高へ）
- 横須賀市立第二高等学校（1972年第一高と統合し横須賀高へ）
- 横須賀市立横須賀高等学校（2003年横須賀市立商業高・横須賀市立工業高と統合し横須賀市立横須賀総合高等学校へ）[30]
- 横須賀市立商業高等学校（2003年横須賀高・横須賀市立工業高と統合し横須賀総合高へ）[30]
- 横須賀市立工業高等学校（2003年横須賀高・横須賀市立商業高と統合し横須賀総合高へ）[30]

### 秦野市
- 神奈川県立大秦野高等学校（2008年秦野南が丘高と統合し神奈川県立秦野総合高等学校へ）[31]
- 神奈川県立秦野南が丘高等学校（2008年大秦野高と統合し秦野総合高へ）[31]

### 藤沢市
- 神奈川県立藤沢工業高等学校（2003年鎌倉市の大船工業技術高と統合し神奈川県立藤沢工科高等学校へ）[32]
- 神奈川県立藤沢北高等学校（2004年長後高と統合し神奈川県立藤沢総合高等学校へ）[33]
- 神奈川県立長後高等学校（2004年藤沢北高と統合し藤沢総合高へ）[33]
- 神奈川県立大清水高等学校（2010年藤沢高と統合し神奈川県立藤沢清流高等学校へ）[34]
- 神奈川県立藤沢高等学校（2010年大清水高と統合し藤沢清流高へ）[34]

### 鎌倉市
- 神奈川県立大船工業技術高等学校（2003年藤沢市の藤沢工業高と統合し藤沢工科高へ）[32]

### 小田原市
- 神奈川県立小田原城内高等学校（1950年神奈川県立小田原女子高等学校から改称、2004年神奈川県立小田原高等学校へ統合）[35]
- 神奈川県立小田原城東高等学校（2008年足柄下郡湯河原町の湯河原高と統合し神奈川県立小田原総合ビジネス高等学校〈2017年神奈川県立小田原東高等学校へ改称〉へ）[36]

### 逗子市
- 神奈川県立逗子高等学校（2023年逗葉高と統合し神奈川県立逗子葉山高等学校へ）[37]
- 神奈川県立逗葉高等学校（2023年逗子高と統合し逗子葉山高へ）[37]

### 厚木市
- 神奈川県立厚木南高等学校（2005年神奈川県立厚木清南高等学校へ改編）[7]
- 神奈川県立厚木東高等学校（2024年厚木商業校と統合し神奈川県立厚木王子高等学校へ）[38]
- 神奈川県立厚木商業高等学校（2024年厚木東校と統合し厚木王子高へ）[38]

### 足柄上郡
開成町
- 神奈川県立吉田島農林高等学校（2003年神奈川県立吉田島総合高等学校へ改編、さらに2017年に神奈川県立吉田島高等学校に校名変更）[39]

松田町
- 神奈川県立神奈川工業高等学校松田分校（1964年）[40]

山北町
- 神奈川県立吉田島農林高等学校清水分校（1966年）

### 足柄下郡
箱根町
- 神奈川県立小田原城内高等学校箱根分校（2000年）[35]

湯河原町
- 神奈川県立湯河原高等学校（2008年小田原市の小田原城東高と統合し小田原総合ビジネス高へ）[36]

### 三浦市
- 神奈川県立初声高等学校（2004年三崎高と統合し三浦臨海高へ）[7]
- 神奈川県立三崎高等学校（2004年初声高と統合し三浦臨海高へ）[7]
- 神奈川県立三浦臨海高等学校（2018年平塚農業高初声分校と統合し神奈川県立三浦初声高等学校へ））[41]
- 神奈川県立平塚農業高等学校初声分校（2018年三浦臨海高と統合し三浦初声高へ）[41]｛定時制｝

### 平塚市
- 神奈川県立平塚工業高等学校（2003年平塚西工業技術高と統合し神奈川県立平塚工科高等学校へ）[42]
- 神奈川県立平塚西工業技術高等学校（2003年平塚工業高と統合し平塚工科高へ）[42]
- 神奈川県立神田高等学校（2009年五領ヶ台高と統合し神奈川県立平塚湘風高等学校へ）[7]
- 神奈川県立五領ヶ台高等学校（2009年神田高と統合し平塚湘風高へ）[7]
- 神奈川県立大原高等学校（2014年神奈川県立平塚中等教育学校へ移行完了）[43]
- 神奈川県立平塚農業高等学校（2020年平塚商業高と統合し神奈川県立平塚農商高等学校へ）[44]
- 神奈川県立平塚商業高等学校（2020年平塚農業高と統合し平塚農商高へ）[44]

### 座間市
- 神奈川県立栗原高等学校（2009年ひばりが丘高と統合し神奈川県立座間総合高等学校へ）[45]
- 神奈川県立ひばりが丘高等学校（2009年栗原高と統合し座間総合高となり[45]、2010年跡地に神奈川県立相模向陽館高等学校が開校[46]）

### 愛甲郡
愛川町
- 神奈川県立神奈川工業高等学校愛川分校（1960年）[40]

## 私立高等学校

### 横浜市
- 関東学院女子高等学校（1952年）
- 関東学院商工高等学校（定時制・1973年閉校）[47]
- 東横学園大倉山高等学校（2008年東京都世田谷区の東横学園中学校・高等学校〈2009年東京都市大学等々力中学校・高等学校へ改称〉へ統合）[48]
- 鶴見学園高等学校（総持学園へ統合の上、1953年閉校）

### 川崎市
- 法政大学工業高等学校（1976年に法政大学第二高等学校へ統合）[49]

### 横須賀市
- 信証高等学校（1971年）

### 鎌倉市
- 聖ミカエル学院高等学校（1972年）

### 厚木市
- ソニー厚木学園高等学校（1975年）[50]

### 小田原市
- 湘南ライナス学園高等部（2012年閉校、制度上は休校中）